# Kukabura chichotliwa
Kukabura chichotliwa, kukabura, łowiec olbrzymi (Dacelo novaeguineae) – gatunek średniej wielkości ptaka z rodziny zimorodkowatych (Alcedinidae), zamieszkujący wschodnią i południowo-wschodnią Australię. Introdukowany na Tasmanii i w południowo-zachodniej Australii. Mimo swej nazwy gatunkowej nie występuje na Nowej Gwinei.

## Charakterystyka
Wygląd zewnętrznyNajwiększy przedstawiciel rodziny zimorodkowatych, z dużą głową i masywnym dziobem. Obie płcie wyglądają jednakowo, ale samica jest nieco większa. Upierzenie ciała beżowe, skrzydła brunatne z niebieskimi plamkami. Ogon dość długi, brązowy z ciemnymi prążkami. Za okiem ciemna plama.
RozmiaryDługość ciała: ok. 40–45 cm, rozpiętość skrzydeł: 64–66 cm.
Masa ciałaOkoło 340 g.
GłosCharakterystyczny, głośny głos przypominający histeryczny, ludzki chichot. Odzywa się głównie o świcie i zmierzchu.
ZachowanieW przeciwieństwie do innych zimorodków nie jest ściśle związany z wodą. Żyje w grupach rodzinnych do 8 osobników, składających się z rodziców oraz ich potomstwa z kilku lęgów (zwykle są to samce). Osiadłe, przez cały rok bronią swojego terytorium.

## Środowisko
Luźne lasy, zadrzewienia, charakteryzujące się zwykle chłodnym i wilgotnym klimatem.

## Pożywienie
Zjada owady i inne bezkręgowce, małe ssaki, gady, ptaki i ich pisklęta. W przeciwieństwie do innych zimorodków nie łowi ryb (choć sporadycznie może to robić). Poluje w dzień, zazwyczaj siedząc na gałęzi drzewa i czatując na ofiarę. Gdy pojawi się odpowiednia zdobycz, rzuca się w dół i chwyta ją dziobem. 

## Lęgi

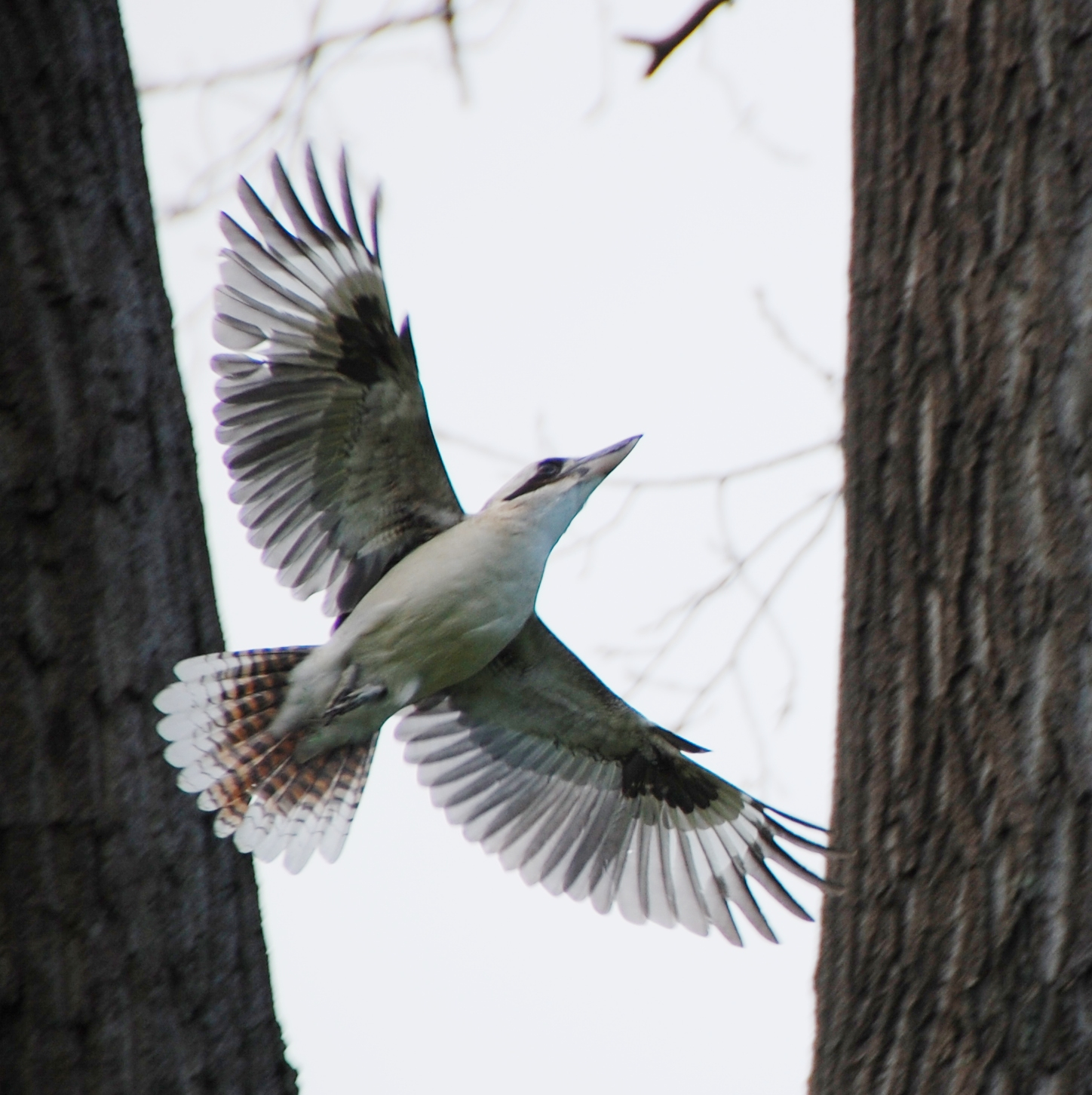
Kukabura w locie

GniazdoW dziupli drzewa lub innym otworze, np. drzewnej termitierze, budce lęgowej, pęknięciu w murze, sporadycznie w norze wydrążonej w skarpie.
JajaSamica składa 2–4 czysto białe jaja w odstępach jednodniowych, rzadko większych.
WysiadywanieTrwa ok. 24–26 dni. Jaja są wysiadywane przez wszystkich członków grupy rodzinnej, na zmianę.
PisklętaPisklęta klują się nagie i ślepe, są podobnej wielkości, co dorosłe, mają jednak mniejsze dzioby (czarne, jaśnieją z wiekiem). Gniazdo, opuszczają po 32-40 dniach. Dojrzałość płciową ptak osiąga w wieku jednego roku.

## Status
W Czerwonej księdze gatunków zagrożonych IUCN kukabura chichotliwa jest klasyfikowana jako gatunek najmniejszej troski (LC – Least Concern).

## Podgatunki
Wyróżnia się 2 podgatunki:
- Dacelo novaeguineae novaeguineae (Hermann, 1783) – wschodnia i południowo-wschodnia Australia, introdukowany na Tasmanii i w południowo-zachodniej Australii,
- Dacelo novaeguineae minor Robinson, 1900 – półwysep Jork (północno-wschodnia Australia). Ptaki z tego podgatunku są nieco mniejsze od D. n. novaeguineae.